# Mahmoud Fawzi
 (octobre 2023).
Si vous disposez d'ouvrages ou d'articles de référence ou si vous connaissez des sites web de qualité traitant du thème abordé ici, merci de compléter l'article en donnant les références utiles à sa vérifiabilité et en les liant à la section « Notes et références ».
Mahmoud Fawzi, (en arabe : محمد فوزي), né le 19 septembre 1900 au Caire et mort le 12 juin 1981 dans la même ville, est un diplomate et un homme d'État égyptien. Il est Premier ministre de juin 1970 à janvier 1972. 

## Biographie
Il fait des études de droit à l'université du Caire et à l'université de Rome. Après des stages en Grande-Bretagne et aux États-Unis il obtient un doctorat en droit pénal puis intègre le corps diplomatique. Il est nommé vice-consul aux USA de 1926 à 1929. Il occupe ensuite le poste de consul d'Égypte à Kobe au Japon jusqu'en 1936 puis officie aux ambassades à Athènes puis à Liverpool. Après un passage en 1940-1941 au ministère des affaires étrangères il est nommé consul général à Jérusalem. Il retourne aux États-Unis en 1944 et est nommé délégué de l'Égypte aux Nations unies en 1945. De retour en Égypte en 1947 il est nommé ministre des Affaires étrangères en 1952 après la chute du roi Farouk. En 1964 il est nommé vice-Premier ministre puis conseiller spécial du président Nasser pour les affaires étrangères. Juste après la mort de Nasser il est nommé premier ministre le 20 juin 1970. Il démissionne le 17 janvier 1972. Il est  vice-président de l'Égypte sous Anouar el-Sadate de 1972 à 1974. Il quitte la politique en 1974 et meurt en juin 1981 d'une hémorragie cérébrale dans un hôpital du Caire.

## Source
- Harris Lentz, Heads of governments and states since 1945, Éd. Routledge, 1994, p. 250  (ISBN 1-884964-44-3)